# Каспар Підвисоцький
Каспар Підвисоцький (? — ? після 1596) — козацький флотоводець. Український православний шляхтич.

## З життєпису
Травнем 1586 року датований лист гетьмана Богдана Микошинського до Каспара Підвисоцького, гетьман через підготовку орди до походу в Україну вимагав негайного повернення на Січ.
В часі, коли гетьман Григорій Лобода вийшов з військом під Білу Церкву для бою з поляками, Підвисоцький поставлений на Січі кошовим отаманом з гарнізоном у 500 козаків, із завданням охороняти Січ і козацьку флотилію та при потребі допомагати головним силам діями флоту з Дніпра.
У скорому часі потреба в допомозі настала, гетьман Лобода послав на Січ розпорядження — забезпечити флотилією переправу на лівий берег Дніпра та зірвати полякам переправу. Станіслав Жолкевський дізнався про це розпорядження, у своєму листі до Підвисоцького просив його не вступати у бойові дії.
У квітні 1596 року ескадра Підвисоцького взяла курс по Дніпру до Києва. В тому часі об'єднана польсько-литовська армія, переслідуючи повстанські сили Наливайка, почала переправу на лівий берег Дніпра. Козацька флотилія з ходу вступила у бій із польськими військами, плавзасоби супротивника в швидкому часі пішли на дно. Козацькі чайки, крейсуючи в районі Києва, своїми фальконетами примусили поляків полишити переправу та відійти на київські кручі.
Поляки з дніпровських берегів важкими гарматами почали обстріл козацького флоту, одна із гармат поцілила у чайку кошового, Підвисоцький мало не загинув. Три доби йшов бій, це дало змогу основним повстанським силам з обозом відірватися від переслідування і отаборитися на березі річки Солониця.
Відступивши з Дніпра в Сулу, флотилія Підвисоцького спробувала пробитися до Лубен. Після довгочасного і важкого бою з польською артилерією, котра наскрізь прострілювала нешироку річку, козацька флотилія змушено відступає. Підвисоцький розпочав дії пішими десантами, відвертаючи від табору на Солониці частину польсько-литовських сил. Завдяки цій допомозі обраний після загибелі Григорія Лободи гетьман Стефан Кремпський з 1500 товариства зміг прорвати польську облогу. Товариство відразу направилося на об'єднання з флотом. Запорожці водою та сушею добралися до Січі, по дорозі вступаючи в бої з придніпровськими польськими загонами.
Каспар Підвисоцький на Січі 10 років поспіль залишався кошовим отаманом.
1596 року провідав, що кримський хан готує великий похід через Україну в Угорщину, Підвисоцький морським десантом з-під Кизикермена вдаряє на орду та полонив якогось високого татарського командира. Каспар Підвисоцький особисто по узгоді з гетьманом Запорозьким Гнатом Василевичем везе полоненого татарського бея до Варшави — для підтвердження підготовки походу Кримської орди на Угорщину.
Але польська шляхта мало повірила Каспару й татарському бею, і нічого не зробила, щоб перешкодити хану. Ханська орда 100-тисячними силами вдерлася в Галичину з союзної йому Молдови, спалено Калуш, Коломию, Снятин, Стрий, та, перейшовши Карпати, пішла на сполучення з султаном в Угорщину. Протистояли ординцям в цьому поході орду лише запорожці.
Як склалася в подальшому доля Підвисоцького, невідомо.

## Джерело
- Каспар Підвисоцький. Полковник, кошовий отаман [Архівовано 4 червня 2013 у Wayback Machine.]

| Емблема Збройних сил України | Це незавершена стаття про військового чи військову Збройних сил України. Ви можете допомогти проєкту, виправивши або дописавши її. |